# Egg (Vorarlberg)
Egg este o localitate din Vorarlberg, Austria, cu o populație de 3428  de locuitori.